# Аза (приток Пьяны)
Аза — река в России, протекает в Нижегородской области. Правый приток Пьяны. Длина реки составляет 29 км. Площадь бассейна — 164 км².

## География
Аза является сезонной рекой. Берёт начало неподалёку от села Кеньшёво Бутурлинского района. Течёт на восток. Притоки Азы: Букалейка (левый) и Сумалейка (правый). Устье реки находится в Сергачском районе в 123 км по правому берегу реки Пьяна ниже села Камкино.

## Данные водного реестра
По данным государственного водного реестра России относится к Верхневолжскому бассейновому округу, водохозяйственный участок реки — Сура от устья реки Алатырь и до устья, речной подбассейн реки — Сура. Речной бассейн реки — (Верхняя) Волга до Куйбышевского водохранилища (без бассейна Оки).
Код объекта в государственном водном реестре — 08010500412110000039944.